# アンパサンド (競走馬)
アンパサンドとは日本の競走馬である。第53回東京ダービーを制し、続くジャパンダートダービーを2着と好走した競走馬。
3代母は桜花賞やスプリンターズステークスを制したブロケードという、生産者のサンシャイン牧場ゆかりの血統である。馬名は「調教師さんやスタッフの方みんなを結びつける」という願いを込めて“＆”から。

## 戦歴

### 2歳時
2006年、ホッカイドウ競馬の米川昇厩舎所属となり、斉藤正弘が騎乗してデビュー。札幌競馬場（地方開催）での初戦、第2戦ともにJRA認定競走に出走したが、勝つことはできなかった。続いて6月3戦目となる未勝利戦に出走。スタートから先頭に立ち、そのままゴールして初勝利を挙げた。7月には旭川で再びJRA認定競走のアタックチャレンジに出走。前走に続いて逃げる形となり、2馬身半差をつけて勝利した。8月には中央競馬に遠征。新潟のダリア賞で初めて芝のレースに挑んだが、9頭立ての9着に敗れた。旭川に戻ってイノセントカップに出走し、9番人気の低評価を覆して勝利。サンライズカップでは逃げたヒデサンジュニアと中団から差してきたトップサバトンに先着されて3着となった。
10月26日、統一GIIIの北海道2歳優駿に出走。JRA勢が人気上位を独占し、アンパサンドは9番人気であった。スタートから前方に付けて徐々に進出。直線で先頭に立ったが、中団から差してきたトップサバトンにかわされて4馬身差の2着となった。
その後、ホッカイドウ競馬から川崎競馬場の池田孝厩舎に転厩する。
12月13日、統一GIの全日本2歳優駿に今野忠成騎乗で出走。初の左回りコースで道中は5、6番手に付ける展開となり、直線に入って内を突いて伸びたが、先に抜け出したフリオーソと逃げ残ったトロピカルライトに先着され、3着となった。

### 3歳時
2007年、初戦のニューイヤーカップでは1番人気に支持されるも3着。内田博幸騎乗で出走した京浜盃では後方からの展開。直線で外から伸びて先に抜け出したトップサバトンを追い詰めるが、1/2馬身差の2着に終わった。
5月9日、羽田盃に戸崎圭太騎乗で出走。道中は5、6番手グループで1番人気のフリオーソのすぐ内に付け、トップサバトンは後方10番手あたりであった。3コーナー手前でトップサバトンが外からスパートをかけ、フリオーソが続く。アンパサンドもスパートし、直線に入ってこの3頭が横に並ぶ展開。それぞれが一瞬先頭に立つような激しいたたき合いの中、わずかに抜け出したトップサバトンが1着。アンパサンドはアタマ差の2着となった。
6月6日、第53回東京ダービーに出走。スタートで2番人気のトップサバトンが大きく出遅れる波乱の展開となった。道中は1番人気のフリオーソとほぼ同じ5、6番手につけ、3コーナーあたりでスパートすると、フリオーソも続く。直線に入って2頭での叩き合いとなったが、クビ差かわして勝利。鞍上の戸崎は東京ダービー6度目の挑戦で初制覇となった。
7月11日、ジャパンダートダービーに出走。ユニコーンステークスの勝ち馬であるJRAのロングプライドが1番人気となり、アンパサンドは2番人気、フリオーソが3番人気となった。所々水が浮く不良馬場で、スタート後すぐにフリオーソが2番手につけ、そのすぐ後ろにトップサバトンが続き、アンパサンドは6、7番手で追走した。3コーナー手前でフリオーソとトップサバトンが抜け出し、アンパサンドは2頭に迫るようにスパート。4コーナーのあたりでトップサバトンが徐々に後退してフリオーソが先頭に立つと、アンパサンドも後続を振り切って追い上げる。しかし差は詰まらずにフリオーソが2分2秒9のタイムでゴール、アンパサンドは2馬身1/2差の2着となった。その後放牧に出され、左膝の骨片除去手術を行った。
12月29日の東京大賞典で復帰。道中は中団に付け、3コーナーあたりから追い出したものの、ヴァーミリアンに敗れ8着に終わった。

### 4歳時
2008年は1月30日の川崎記念から始動する。3コーナーあたりから早めに仕掛けてフリオーソに並びかけに行くものの、交わしていくことができず、逆に後続2頭に差され4着だった。その後、JRAGIのフェブラリーステークスに出走するが10着、マイルグランプリではデスモゾームの3着に終わり、かしわ記念を予定するが、脚部不安を発症し、放牧に出された。半年間の休養後、11月26日の浦和記念に出走、8番人気だったが、スマートファルコンの2着に入った。

### 5歳時
2009年の初戦は年初の報知オールスターカップであった。レースの中盤まで中団に位置していたアンパサンドは、3コーナーから先頭に立ち、大きく伸びて2着に4馬身差をつけてゴール、東京ダービー以来1年半振りの勝利を手にした。その後、5月の川崎マイラーズでは8着、6月の帝王賞ではブービーの12着と勝ちきれないレースが続いた。

### 6～7歳時
2010年は一走することなく全休、2011年4月21日のブリリアントカップで復帰したが、12着に終わった。その後、現役を引退した。

## 引退後
2015年より、生まれ故郷のサンシャイン牧場で種牡馬となった。
2018年シーズン終了後に去勢されて、札幌市のモモセライディングファームで乗用馬として繋養されている。
2年目産駒のボンモマンが2019年8月に門別競馬場の未勝利戦で1着となり産駒初勝利。2020年6月には、父が制した東京ダービーに出走したが14着だった。

## 競走成績
以下の内容は、JBISサーチおよびnetkeiba.comに基づく。
| 競走日     | 競馬場     | 競走名               | 格     | 距離（馬場）  | 頭 数 | 枠 番 | 馬 番 | オッズ （人気） | 着順 | タイム （上り3F） | 着差 | 騎手        | 斤量 [kg] | 1着馬（2着馬）         | 馬体重 [kg] |
| ---------- | ---------- | -------------------- | ------ | ------------- | ----- | ----- | ----- | --------------- | ---- | ----------------- | ---- | ----------- | --------- | ---------------------- | ----------- |
| 2006.06.07 | 札幌（地） | フレッシュチャレンジ | 新馬   | ダ1000m（良） | 9     | 5     | 5     | 023.00（5人）   | 07着 | R1:04.8（38.6）   | -2.2 | 0齊藤正弘   | 53        | サクラネクスト         | 476         |
| 0000.06.14 | 札幌（地） | ルーキーチャレンジ   |        | ダ1700m（良） | 11    | 6     | 6     | 030.60（8人）   | 03着 | R1:55.9（44.6）   | -1.2 | 0齊藤正弘   | 53        | ブレイブスピリット     | 478         |
| 0000.06.28 | 札幌（地） | 2歳未勝利            |        | ダ1700m（稍） | 9     | 4     | 4     | 005.70（4人）   | 01着 | R1:54.1（40.3）   | -0.0 | 0齊藤正弘   | 53        | （フィールアブレス）   | 478         |
| 0000.07.12 | 旭川       | アタックチャレンジ   |        | ダ1500m（稍） | 8     | 4     | 4     | 004.60（3人）   | 01着 | R1:39.2（40.9）   | -0.5 | 0齊藤正弘   | 53        | （ブラックマンバ）     | 472         |
| 0000.08.12 | 新潟       | ダリア賞             | OP     | 芝1400m（稍） | 9     | 1     | 1     | 029.60（7人）   | 09着 | R1:23.5（35.4）   | -1.4 | 0齊藤正弘   | 54        | マイネルレーニア       | 474         |
| 0000.08.29 | 旭川       | イノセントC          | H3     | ダ1500m（稍） | 11    | 8     | 10    | 035.00（9人）   | 01着 | R1:36.9（40.0）   | -0.2 | 0齊藤正弘   | 54        | （フジエスギャラント） | 470         |
| 0000.09.26 | 旭川       | サンライズC          | H3     | ダ1600m（良） | 11    | 4     | 4     | 003.70（2人）   | 03着 | R1:44.2（40.2）   | -0.8 | 0齊藤正弘   | 54        | ヒデサンジュニア       | 470         |
| 0000.10.26 | 札幌（地） | 北海道2歳優駿        | GIII   | ダ1700m（良） | 13    | 8     | 13    | 072.00（9人）   | 02着 | R1:49.6（40.4）   | -0.9 | 0齊藤正弘   | 55        | トップサバトン         | 468         |
| 0000.12.13 | 川崎       | 全日本2歳優駿        | GI     | ダ1600m（稍） | 14    | 3     | 3     | 044.50（9人）   | 03着 | R1:42.2（40.3）   | -0.4 | 0今野忠成   | 55        | フリオーソ             | 468         |
| 2007.01.17 | 浦和       | ニューイヤーC        | G3     | ダ1600m（良） | 11    | 1     | 1     | 001.80（1人）   | 03着 | R1:43.4（38.5）   | -0.2 | 0今野忠成   | 54        | レッドドラゴン         | 463         |
| 0000.03.28 | 大井       | 京浜盃               | G2     | ダ1700m（良） | 14    | 8     | 13    | 003.40（2人）   | 02着 | R1:46.8（38.0）   | -0.1 | 0内田博幸   | 55        | トップサバトン         | 466         |
| 0000.05.09 | 大井       | 羽田盃               | SI     | ダ1800m（良） | 14    | 1     | 1     | 007.80（4人）   | 02着 | R1:51.1（37.0）   | -0.0 | 0戸崎圭太   | 56        | トップサバトン         | 469         |
| 0000.06.06 | 大井       | 東京ダービー         | SI     | ダ2000m（良） | 16    | 5     | 9     | 004.60（3人）   | 01着 | R2:05.0（37.3）   | -0.0 | 0戸崎圭太   | 56        | （フリオーソ）         | 470         |
| 0000.07.11 | 大井       | ジャパンDダービー    | JpnI   | ダ2000m（不） | 16    | 5     | 10    | 005.00（2人）   | 02着 | R2:03.3（37.9）   | -0.4 | 0戸崎圭太   | 56        | フリオーソ             | 468         |
| 0000.12.29 | 大井       | 東京大賞典           | JpnI   | ダ2000m（不） | 15    | 3     | 4     | 035.00（7人）   | 08着 | R2:05.6（38.5）   | -2.4 | 0戸崎圭太   | 55        | ヴァーミリアン         | 490         |
| 2008.01.30 | 川崎       | 川崎記念             | JpnI   | ダ2100m（稍） | 10    | 4     | 4     | 010.70（4人）   | 04着 | R2:15.5（38.9）   | -2.4 | 0戸崎圭太   | 56        | フィールドルージュ     | 488         |
| 0000.02.24 | 東京       | フェブラリーS        | GI     | ダ1600m（良） | 16    | 2     | 3     | 118.9（13人）   | 10着 | R1:37.3（37.7）   | -2.0 | 0戸崎圭太   | 57        | ヴァーミリアン         | 488         |
| 0000.04.09 | 大井       | マイルグランプリ     | SII    | ダ1600m（重） | 14    | 7     | 11    | 003.40（2人）   | 03着 | R1:39.9（38.3）   | -0.3 | 0戸崎圭太   | 58        | デスモゾーム           | 484         |
| 0000.11.26 | 浦和       | 浦和記念             | JpnII  | ダ2000m（重） | 11    | 3     | 3     | 057.30（8人）   | 02着 | R2:06.1（38.9）   | -1.3 | 0御神本訓史 | 56        | スマートファルコン     | 500         |
| 2009.01.03 | 川崎       | 報知オールスターC    | SIII   | ダ2100m（良） | 14    | 3     | 4     | 001.70（1人）   | 01着 | R2:15.1（37.4）   | -0.9 | 0御神本訓史 | 56        | （ギャンブルオンミー） | 500         |
| 0000.05.20 | 川崎       | 川崎マイラーズ       | SIII   | ダ1600m（良） | 14    | 7     | 11    | 005.20（3人）   | 08着 | R1:41.4（39.4）   | -1.4 | 0御神本訓史 | 59        | ノースダンデー         | 500         |
| 0000.06.24 | 大井       | 帝王賞               | JpnI   | ダ2000m（不） | 13    | 8     | 11    | 046.80（7人）   | 12着 | R2:08.8（40.0）   | -5.2 | 0御神本訓史 | 57        | ヴァーミリアン         | 493         |
| 2011.04.21 | 大井       | ブリリアントC        | 準重賞 | ダ1800m（重） | 16    | 2     | 3     | 141.1（14人）   | 12着 | R1:54.7（39.5）   | -3.6 | 0佐藤博紀   | 57        | ツルオカオウジ         | 518         |

## 血統表
| アンパサンドの血統（ストームキャット系（ノーザンダンサー系）／Northern Dancer 5 x 4 = 9.38% TimTam 5 x 5 = 6.25%） | アンパサンドの血統（ストームキャット系（ノーザンダンサー系）／Northern Dancer 5 x 4 = 9.38% TimTam 5 x 5 = 6.25%） | アンパサンドの血統（ストームキャット系（ノーザンダンサー系）／Northern Dancer 5 x 4 = 9.38% TimTam 5 x 5 = 6.25%） | （血統表の出典）            | （血統表の出典） |
| 父 *フィガロ Figaro 1995 芦毛                                                                                      | 父の父Future Storm 1990 栗毛                                                                                       | Storm Cat | Storm Bird                  | Storm Bird       |
| 父 *フィガロ Figaro 1995 芦毛                                                                                      | 父の父Future Storm 1990 栗毛                                                                                       | Storm Cat | Terlingua                   |                  |
| 父 *フィガロ Figaro 1995 芦毛                                                                                      | 父の父Future Storm 1990 栗毛                                                                                       | Sea Sands | Sea-Bird                    | Sea-Bird         |
| 父 *フィガロ Figaro 1995 芦毛                                                                                      | 父の父Future Storm 1990 栗毛                                                                                       | Sea Sands | Slapton Sands               |                  |
| 父 *フィガロ Figaro 1995 芦毛                                                                                      | 父の母Karamea 1987 芦毛                                                                                            | Air Forbes Won | Bold Forbes                 | Bold Forbes      |
| 父 *フィガロ Figaro 1995 芦毛                                                                                      | 父の母Karamea 1987 芦毛                                                                                            | Air Forbes Won | Bronze Point                |                  |
| 父 *フィガロ Figaro 1995 芦毛                                                                                      | 父の母Karamea 1987 芦毛                                                                                            | Timely Table | Around Two Turns            | Around Two Turns |
| 父 *フィガロ Figaro 1995 芦毛                                                                                      | 父の母Karamea 1987 芦毛                                                                                            | Timely Table | Timely Tammy                |                  |
| 母 アビエント 1998 鹿毛                                                                                            | 母の父*ウォーニング Warning 1985 鹿毛                                                                              | Known Fact | In Reality                  | In Reality       |
| 母 アビエント 1998 鹿毛                                                                                            | 母の父*ウォーニング Warning 1985 鹿毛                                                                              | Known Fact | Tamerett                    |                  |
| 母 アビエント 1998 鹿毛                                                                                            | 母の父*ウォーニング Warning 1985 鹿毛                                                                              | Slightly Dangerous                                                                                                 | Roberto                     | Roberto          |
| 母 アビエント 1998 鹿毛                                                                                            | 母の父*ウォーニング Warning 1985 鹿毛                                                                              | Slightly Dangerous                                                                                                 | Where You Lead              |                  |
| 母 アビエント 1998 鹿毛                                                                                            | 母の母ボニータ 1988 鹿毛                                                                                           | *ナイスダンサー Nice Dancer                                                                                        | Northern Dancer             | Northern Dancer  |
| 母 アビエント 1998 鹿毛                                                                                            | 母の母ボニータ 1988 鹿毛                                                                                           | *ナイスダンサー Nice Dancer                                                                                        | Nice Princess               |                  |
| 母 アビエント 1998 鹿毛                                                                                            | 母の母ボニータ 1988 鹿毛                                                                                           | ブロケード | *イエローゴッド             | *イエローゴッド  |
| 母 アビエント 1998 鹿毛                                                                                            | 母の母ボニータ 1988 鹿毛                                                                                           | ブロケード | マリンエクスプレス F-No.7-c |                  |

- 牝系は小岩井農場の基礎輸入牝馬の一頭であるアストニシメント系。
- 主な近親にマイシーズン（1999年グランシャリオカップ）、サチノスイーティー（2006年アイビスサマーダッシュ）。